# Закон насилия и любви
Закон насилия и закон любви — последняя статья Льва Толстого. Посвящена проблеме связи государственного насилия и войны с христианством. Считается духовным завещанием Толстого.

## Содержание
Статья состоит из 19 разделов, каждый из которых отражает тот или иной аспект воззрений Толстого на проблему связи государственного насилия и войны с христианством. При этом Толстой постоянно подчеркивает важность искреннего принятия исходных догматов христианства, не искаженных официальными конфессиями. В особенности он обращает внимание на важность неукоснительного соблюдения запрета на убийство и насилие, даже в тех случаях, когда таковые диктуются государственными интересами. Свои мысли Толстой сопровождает примерами из истории и современной ему жизни.
Статья включает четыре приложения, иллюстрирующих основное содержание примерами из современности.

## Публикация
Впервые статья была опубликована с цензурными пропусками в газете «Киевские вести» в конце февраля 1909 года (№ 47, 49, 52). Полностью опубликована в издании «Свободное слово» (Christchurch, England, 1909); публиковалась также в 1917 году в издании «Солдат-гражданин», № 6, под ред. В. Г. Черткова.

## Оценки
Известный исследователь жизни и творчества Л. Н. Толстого П. В. Басинский отмечает, что содержание статьи было во многом навеяно жестоким подавлением русской революции 1905—1907 годов правительством под руководством П. Н. Столыпина, который в 1907 году ввел в России систему военно-полевых судов. Эти суды часто выносили смертные приговоры.

### Комментарии
1. ↑  Орган Московского совета солдатских депутатов.
2. ↑  Смертные приговоры исполнялись через повешение, отчего в обиход вошло выражение «столыпинский галстук». Всего суды вынесли до 6 тысяч смертных приговоров, к каторжным работам было осуждено около 66 тысяч [4]